# Valea Stâlpului
Valea Stâlpului – wieś w Rumunii, w okręgu Prahova, w gminie Teișani. W 2011 roku liczyła 686 mieszkańców.